# Lancaster University
Die Universität Lancaster (englisch Lancaster University; offiziell the University of Lancaster) ist eine renommierte öffentliche Campus-Universität im englischen Lancaster mit über 15.000 Studenten, die laut diverser Rankings zu den 10 besten Universitäten des Landes zählt.
Neben Durham, Leeds, Liverpool, Manchester, Newcastle, Sheffield und York ist sie ferner Mitglied der N8 Group forschungsintensiver Universitäten in Nordengland.
Die Lancaster University betreibt zudem mit der Lancaster University Leipzig einen Studienstandort in Leipzig, sowie Standorte in China und in Malaysia.

## Geschichte
Die Universität wurde 1964 gegründet.
Die Universität nahm im Oktober 1964 ihre ersten Studenten auf. Zunächst gab es 13 Professoren, 32 weitere Lehr- und Forschungsmitarbeiter, 8 Bibliotheksmitarbeiter und 14 Verwaltungsangestellte. Das Motto „patet omnibus veritas“ („Die Wahrheit liegt allen offen“) wurde übernommen. Die ersten Studenten der Naturwissenschaften wurden 1965 aufgenommen.

## Forschung
In der Abteilung für Physik gibt es eine Unterabteilung zur Tieftemperaturphysik. Sie hat mehrere Weltrekorde für die niedrigste konstante Temperatur, die jemals erreicht wurde, gebrochen.

## Colleges

Wappen der Universität Lancaster

Die Universität hatte ursprünglich zwei Colleges, Bowland und Lonsdale (wobei Bowland zuerst erbaut wurde und Lonsdale ein Jahr später fertiggestellt wurde).
Mittlerweile existieren acht Undergraduate-Colleges, die alle nach den historischen Grenzen der Grafschaft von Lancashire benannt wurden:
- Bowland, benannt nach dem Wald von Bowland
- Cartmel, benannt nach der Stadt Cartmel
- The County, benannt nach dem Lancashire County Council
- Furness, benannt nach der Region Furness des historischen Lancashire
- Fylde, benannt nach der Halbinsel Fylde
- Grizedale, benannt nach dem Grizedale-Wald
- Lonsdale, benannt nach dem Lune Valley (Lonsdale)
- Pendle, benannt nach der Region Pendle von Lancashire und Lancasters Rolle in den Hexenprozessen von Pendle.

Die Universität hat ein Graduate-College:
- Graduate, 1992 erbaut

Ursprünglich waren drei weitere Colleges geplant, wurden aber, vermutlich aus finanziellen Gründen, nie gebaut. Die folgenden „Wälder“ sollten als Namensgeber dienen:
- Rossendale
- Trawden
- Gisburn
- Hyndburn

Diese Colleges wären südlich des Campus entstanden. Ursprünglich war auch ein zweiter Zwillingscampus mit acht weiteren Colleges auf der östlichen Seite des M6 Motorways in Hazelragg geplant, der mit einer Straßenüberführung mit dem ersten Campus verbunden werden sollte. Dieser Plan wurde in den 1970er Jahren fallengelassen und das Land in Zeiten finanzieller Schwierigkeiten verkauft. Eine große Karte der Pläne existierte bis Ende der 1970er Jahre im University House.
Die Gebäude beinhalten eine Reihe akademischer Abteilungen, sind aber in erster Linie Wohn- und Freizeiteinrichtungen, jede mit eigener Bar und Gemeinschaftsraum (Junior Common Room). Ein Werbeargument der Universität ist, dass die Colleges mehr als nur Wohneinrichtungen, nämlich Ort des sozialen Gemeinschaftslebens sind. Jeder Student und jedes Mitglied des Universitätspersonals ist Mitglied eines Colleges. Diese Collegekultur floriert nicht nur in Lancaster, sondern auch in Oxford, Cambridge und Durham. Die Studenten müssen sich für ein College entscheiden und sich für dieses bewerben.

## Campus

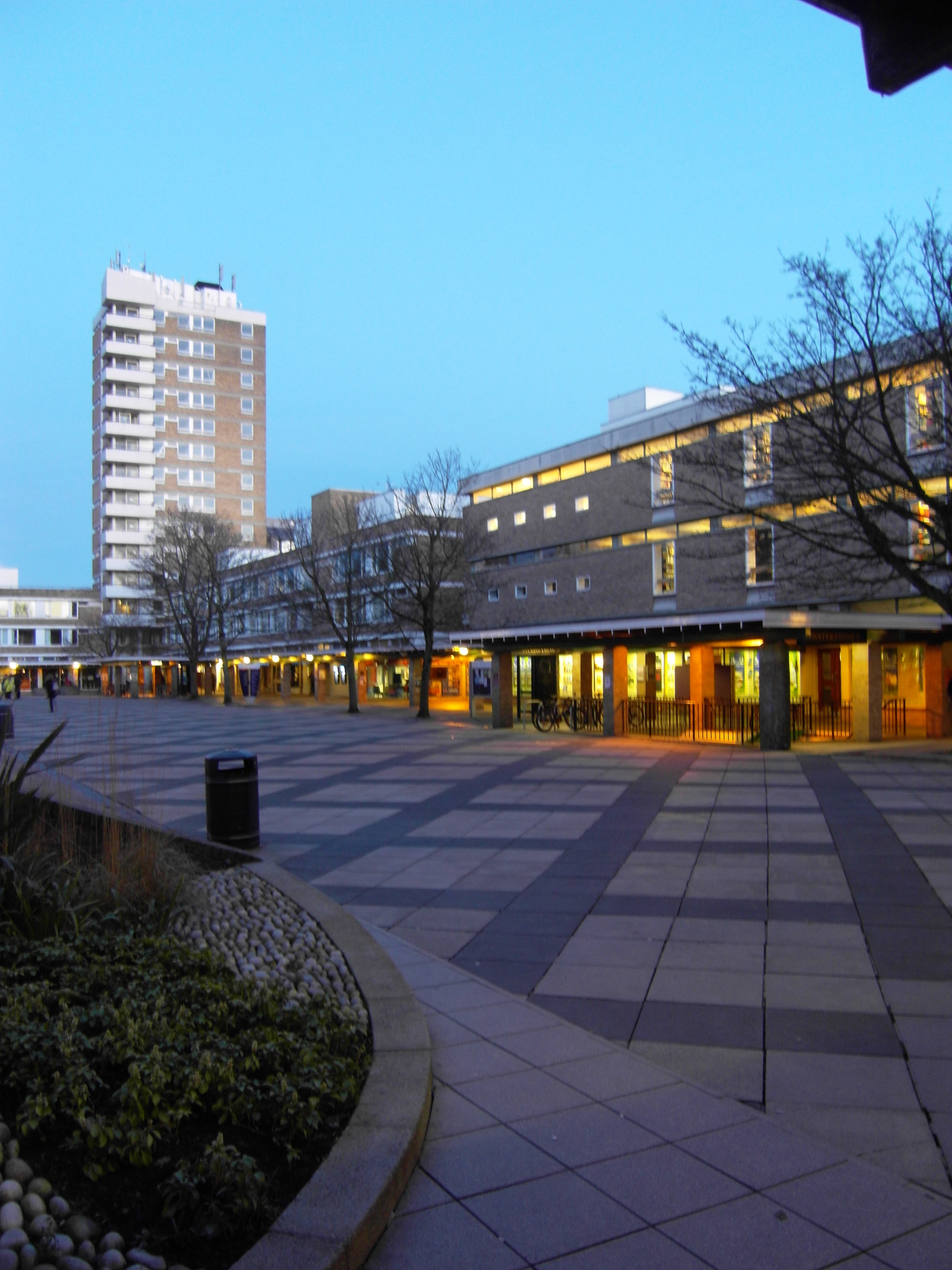
Alexandra Square, Lancaster University

Der Campus liegt um einen zentralen Weg, der als The Spine (dt. Rückgrat, Dorn, Stachel) bekannt ist, herum konstruiert. Dieser Weg führt von Norden nach Süden durch den Campus und ist zum Großteil vor den in Lancashire häufigen Regenfällen geschützt.
In den letzten Jahren wurden die Bauwerke kontinuierlich erweitert, wobei das nennenswerteste Beispiel die Errichtung des Alexandra Park im Südwesten des Campus ist, in dem sich jetzt die Colleges Graduate, Lonsdale und Cartmel befinden. Neue Wohngebäude für die Colleges Furness und Fylde im Osten des Campus wurden im September 2006 fertiggestellt. Der vollständige Neubau des Grizedale College und die Errichtung weiterer Wohnmöglichkeiten für das County College im Norden des Campus sollten 2007 abgeschlossen werden.
Diese Entwicklung ist aufgrund der schnellen Expansion, der durch die Einrichtung von Zimmern mit eigenem Bad notwendigen Steigerung der Mietpreise und aufgrund des begrenzten neu geschaffenen Freizeitbereichs kontrovers diskutiert worden. In den älteren Wohnbereichen teilen sich ca. 15 Studenten Gemeinschaftsbäder und -küchen. Die Gemeinschaftsküchen sind häufig ein Platz sozialer Interaktion. In den neueren Gebäuden teilen sich dagegen weniger Studenten eine Küche und jeder verfügt über ein eigenes Bad.

## Zahlen zu den Studierenden
Von den 15.665 Studenten des Studienjahres 2019/2020 nannten sich 7.950 weiblich und (50,8 %) und 7.680 männlich (49,0 %). 9.650 Studierende kamen aus England, 95 aus Schottland, 340 aus Wales, 80 aus Nordirland, 1.485 aus der EU und 3.940 aus dem Nicht-EU-Ausland. Damit kamen 5.425 (34,6 %) von außerhalb Großbritanniens. 11.405 der Studierenden strebten 2019/2020 ihren ersten Studienabschluss an, sie waren also undergraduates. 4.260 arbeiteten auf einen weiteren Abschluss hin, sie waren postgraduates. Davon waren 1.555 in der Forschung tätig.
2006/2007 waren es 17.415 Studierende gewesen, 2014/2015 6.660 Frauen und 6.310 Männer und insgesamt 12.965 Studierende.

## Studentische Aktivitäten
Es gibt zahlreiche studentische Vereine und Gesellschaften auf dem Campus, darunter:
- Bailrigg FM, das Studentenradio
- Scan, die Zeitung der Studentenschaft
- Lancaster University Cinema, das Campus-Kino der Studentenschaft. Das Kino wurde 1965 als Film Society gegründet. Der Name wurde im Mai 2004 geändert. Vorstellungen finden im Bowland Lecture Theatre statt.

Es gibt verschiedene religiöse und kulturelle Gruppierungen sowie hobbyorientierte Angebote von Schreiben über Tanzen bis hin zu Anime und Rollenspielen.
Jeden Sommer findet das Roses Tournament (der Name geht auf die zwischen York und Lancaster geführten Rosenkriege zurück), eine Sportveranstaltung im Wettstreit mit der University of York, statt. Das Turnier findet im Jahreswechsel in York oder Lancaster statt. Darüber hinaus finden sportliche Wettbewerbe eher im Wettstreit der einzelnen Colleges miteinander als im interuniversitären Bereich statt. Die Colleges kämpfen um den Carter Shield und den Georg Wyatt Cup und seit 2004 ermitteln die beiden Gründungscolleges, Bowland und Lonsdale, den Gewinner der Founder’s Trophy.
Der LUSU, der Studentenschaft, gehört ein Nachtclub in Lancaster, The Sugar House. Dieser ist eine wesentliche Einnahmequelle für die Studentenschaft. Zudem hat sie zwei Geschäfte auf dem Campus und ein Verwaltungsgebäude. Jedes College verfügt über seine eigene Bar. Außerdem gibt es noch eine zu bestimmten Gelegenheiten geöffnete Bar in der Great Hall.

## Universitätsleitung
Die Universität wird, wie an britischen Universitäten üblich, von einem zeremoniellen Oberhaupt, dem Chancellor (Kanzler) geleitet. Die tatsächlichen Leitungsbefugnisse (vergleichbar dem Rektor deutscher Universitäten) liegen allerdings beim Vice-Chancellor (Vizekanzler) der zusammen mit den Pro-Vice-Chancellors (Pro-Vizekanzlern) ein mit dem deutschen Rektorat vergleichbares Leitungsgremium bildet.
Kanzler der Universität ist derzeit der Labourpolitiker Alan Milburn, der im Jahr 2015 auf den Bergsteiger Sir Chris Bonington folgte. Dieser wiederum war Nachfolger von Prinzessin Alexandra von Kent, die den Posten 40 Jahre seit der Gründung der Universität innehatte, wodurch sie die dienstälteste Kanzlerin aller britischen Universitäten war.
Es gab folgende Vizekanzler in der Geschichte der Universität:
- 1964–1980: Sir Charles Carter
- 1980–1985: Philip Reynolds
- 1985–1995: Harry Hanham
- 1995–2002: William Ritchie
- 2002–2011: Paul Wellings
- 2011–2019: Mark Smith
- 2019–2020: Steve Bradley (interimistisch)
- seit 2020: Andy Schofield (theoretischer Physiker)[12]

## Bekannte Wissenschaftler
- Mike Berners-Lee, Professor für Ökologie (am Institute for Social Futures)
- Peter Checkland (* 1930), emeritierter Professor, Entwickler der Soft Systems Methodology in der Systemtheorie
- Cary Cooper ist Professor für Organisatorische Psychologie und Gesundheit an der Lancaster University Management School sowie Pro-Vizekanzler für Außenbeziehungen
- Michael Dillon, Professor für Politik, Autor von Politics of Security
- Alan Dix ist Professor im Department Computing
- Terry Eagleton (* 1943), Professor für englische Literatur und marxistischer Literaturtheoretiker
- Norman Fairclough (* 1941), ein Befürworter der kritischen Diskursanalyse, ist emeritierter Professor und vormals Professor für Sprache im Sozialleben am Department für Linguistik und englische Sprache
- Paul Farley, Dozent für kreatives Schreiben, Gewinner des Whitbread Prize für Dichtung (2002) und anderer Preise
- Gwilym Jenkins (bis 1974), Professor für Systems Engineering
- Bob Jessop (* 1946), Distinguished Professor für Soziologie, Staatstheoretiker
- Geoffrey Leech (1936–2014), emeritierter Professor und Professor für Linguistik und Moderne Englische Sprache. Er war Teil des Teams, das in den 1990er Jahren mit einem Team, das sein Sitz an der Oxford University hatte, den British National Corpus, eine 100 Millionen Wörter umfassende Sammlung gesprochener und geschriebener Texte, zusammenstellte.
- Barbara Maher, Professorin für Physikalische Geographie und Leiterin des Geographie-Departments. Als Spezialistin im Bereich des Umweltmagnetismus und des Paläomagnetismus erhielt sie 2006 den Royal Society Wolfson Merit Research Award.
- George Pickett, Professor für Niedrigtemperatur-Physik, wofür die Universität weltbekannt ist. Er ist einer der Hauptentwerfer des magnetisch gekühlten Kühlschranks, der dem Physikdepartment der Universität gestattet, niedrigste Temperaturen zu erreichen. Er ist zudem Autor und Ko-Autor einiger Physik-Lehrbücher.
- Jeffrey Richards, Professor für Kulturgeschichte und Experte für britische Popkultur
- Norman Sherry, Professor für Englisch, 1970–1983. Experte für Graham Greene.
- Ninian Smart (1927–2001), Gründungsprofessor für Religiöse Studien, 1967–1982
- Lucy Suchman, Professorin für Soziologie; sie trug maßgeblich zu Erkenntnissen der Mensch-Computer-Interaktion bei und ist Autorin des Werkes Plans and Situated Actions: The Problem of Human-machine Communication (1987). 1992 erhielt sie die Benjamin Franklin Medal in Computer and Cognitive Science.
- Stephen Taylor, Professor für Finanzen und weltweit führender Wissenschaftler für Wirtschaftsmathematik. Er ist Autor der Werke Modelling Financial Time Series (1986) und Asset Price Dynamics, Volatiliy, and Prediction (2005).
- John Urry (1946–2016), Professor für Soziologie, bekannt für seine Werke über Tourismus, Mobilität, Komplexität und breiteren sozialen und wirtschaftlichen Wandel. Zu seinen wichtigsten Werken zählen The Tourist Gaze (Sage, 1990, 2. Auflage 2002), Consuming Places (Routledge, 1995), The End of Organized Capitalism (1987) und Economics of Signs and Space (1994, zusammen mit Scott Lash). Zudem hat er wichtige Bücher über Global Complexity (Polity, 2003) und Sociology beyond Societies (Routledge, 2000) verfasst. Er war Direktor des Zentrums für Mobilitätsforschung und Mitglied der Royal Society of Arts.

## Bekannte Absolventen
(Auswahl)
- Richard Allinson, DJ für BBC Radio 2
- Antony Burgmans, Chairman von Unilever
- Alan Campbell, Abgeordneter des britischen Unterhauses für die Labour-Partei
- Martin Close und Peter Whalley, Autoren der Serie Coronation Street
- Robert Fisk (1946–2020), Journalist
- Bendito Freitas (* 1963), osttimoresischer Diplomat
- Tina Gaudoin, Journalistin
- Martin J. Goodman (* 1956), Journalist und Schriftsteller
- Irving Hexham (* 1943), Professor für Religionswissenschaften
- Justin Hill, Schriftsteller
- John C. Hull (* 1946), Professor für Finanzen an der Rotman School der University of Toronto
- Ralph Ineson (* 1969), Schauspieler
- Christoph Israng (* 1971), deutscher Diplomat
- Khairuddin Mat Yusof (* 1948), malaysischer General
- D. F. Lewis, Science-Fiction-Schriftsteller
- James May (* 1963), Moderator von Top Gear
- Alan Milburn (* 1958), Politiker der Labour-Partei
- Andrew Miller (* 1960), Schriftsteller
- Jacob Polley, Dichter
- Jason Queally (* 1970), olympischer Radsportler
- Andy Serkis (* 1964), Schauspieler
- Ranvir Singh, Moderator und Reporter für „North West Tonight“ bei der BBC
- Nahed Taher, CEO der Gulf One Investment Bank
- Gary Waller, Politiker der Conservative Party

## Kooperationen
Die Universität ist Mitglied des International Partnership of Business Schools.

## Rankings
Der 2016 Guardian University Guide stufte die Universität unter den gelisteten britischen Universitäten auf Platz 10 ein. Der 2016 Complete University Guide vergab Platz 9. Weltweit wird die Universität in den QS World University Rankings 2015–16 auf Platz 121 und in den THE World University Rankings 2015–16 auf Platz 130 geführt. Die Management School (LUMS) gehört zu den 1 % der Wirtschaftsuniversitäten weltweit, die die Triple-Crown-Akkreditierung (AACSB, AMBA und EQUIS) besitzen, und belegt beispielsweise in den Fächern Marketing, Accounting & Finance oder Betriebswirtschaft und Management den 2., 5. bzw. 10. Platz im landesweiten Complete University Guide 2016. Im internationalen MBA-Ranking der Financial Times belegt die LUMS aktuell weltweit Rang 35 und bietet laut Forbes Magazin den 9. besten einjährigen MBA der Nicht-US-Business Schools.